# Мимика

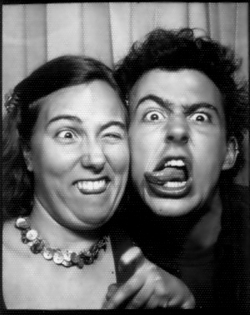
Мимика, как часть выразительных движений, в первую очередь это способ донести нашу эмоцию до окружающих. Чем более разработаны «мимические мускулы» лица — тем более широкий эмоциональный арсенал человека и тем выше его эмоциональная выразительность.

Ми́мика (от др.-греч. μιμικός «мимический, актёрский», далее из μιμέομαι «подражать») — «выразительные движения мышц лица, являющиеся одной из форм проявления тех или иных чувств человека» или «движения мускулатуры в координированных комплексах, отражающие разнообразные психические состояния человека» (Л. М. Сухаребский, 1966). «Приблизительно такая же формулировка последней приведена в Большой медицинской энциклопедии, но вместо „отражающие“ употребляется „отвечающие различным психическим состояниям“. Следует заметить, что в этих определениях делается акцент на отражательную функцию мимики, на её соответствие состоянию психики. Физическое состояние организма, по-видимому, объединяется при этом с психическим, что вряд ли можно считать справедливым <…> К тому же важным элементом мимики является взор, зависящий от величины зрачка, цвета радужки, блеска роговицы, которые не управляются соматическими мышцами». В определении же Большой советской энциклопедии указываются лишь «чувства» как часть эмоциональных процессов, тогда как правильнее было бы указывать множество форм переживаний в виде «эмоциональных состояний человека», объясняющее значение термина с психофизиологической точки зрения. Помимо прочего, с патологической точки зрения, в определении слова «мимика» важно учесть соматические процессы, так как лицо по утверждению Гиппократа — это первый показатель состояния пациента, по которому можно судить о состоянии здоровья и выявить «целый ряд заболеваний внутренних органов, которое обусловливает появление вполне своеобразных мимов <…>» (Воробьев В. П.). С художественной и театральной же точек зрения, мимика — это уменье или способность произвольно пользоваться такими движениями мышц, которое можно назвать «искусством выражать чувства и настроения<…>», «путём жестов, поз и различных выражений лица (мин)». К примеру, в термине начала XX в. из словаря иностранных слов вошедших в русский язык, под редакцией Павленкова, было примерное и неполное объединение сегодняшних определений мимики, которое было следующим:
«Движение мышц, соответствующее работе мозга. Но это движение может быть произведено искусственно, как для достижения сходства с кем-либо (физиономисты), так и для большей выразительности высказываемой мысли (театральная мимика)».
В целом, «как видно, наиболее точного определения мимики ещё не имеется». Мимика относится к выразительным движениям и является одним из звеньев в цепи различных форм и способов общения между людьми, так и между представителями животного мира при биокоммуникации.
При этом мимические, в том числе и телесные, проявления принято называть эмоциональной экспрессией, которые рассматриваются как главные определяющие компоненты эмоций. В обиходе же мимику называют «языком чувств», лицевой экспрессией или экспрессией, выражением эмоций или просто выразительностью.

## Основы понимания мимики

### Этимология
О происхождении термина «мимика» ничего неизвестно. Однако, по утверждению И. А. Сикорского (1904), раньше сформировалось понятие «физиогномика», а «впослѣдствіи установился и другой терминъ: „мимика“, „мимическій“, отъ слова: μῖμος = подражатель, актеръ <…> Такимъ образомъ, терминъ: „мимическій“ имеѣтъ иное значеніе, чѣмъ терминъ: „физіогномическій“; но эта разница не принималась въ разсчетъ въ словоупотребленіи».

### Эмоциональное выражение лица как предмет мимики
Мимика лица человека, с точки зрения невербальной психологии, очень ценный источник информации. По ней мы можем определить, какие эмоции испытывает человек (гнев, страх, грусть, горе, отвращение, радость, удовлетворение, удивление, презрение), а также силу их проявления. Но несмотря на выразительность лица человека, именно оно часто вводит нас в заблуждение. Тем не менее, выразительность, выражение или мимика лица и внутренние переживания человека очень тяжело отделить друг от друга, отчего его концепция включает в себя следующие компоненты:
- обозначаемое (десигнат) — основная характеристика воспринимаемой личности;
- обозначение — визуальная конфигурация, которая представляет эту характеристику;
- средства — физические основы и проявления (кожа, мышцы, морщины, линии, пятна и др.);
- интерпретация — индивидуальные особенности восприятия, с чем необходимо быть осторожным и внимательным, так как от рождения мы привыкаем к шаблонам и стереотипам поведения, где формальная улыбка или наоборот выражение грусти становятся частью повседневной жизни.

### Мышцы и топографические области головы
Особенности мимических мышц:

1) прикрепляются к коже 

2) располагаются поверхностно, под кожей 

3) не покрыты подкожной фасцией 

4) сосредоточены вокруг естественных отверстий черепа

### Филогенез и онтогенез в формировании мимики

#### Культурно обусловленные различия в мимике

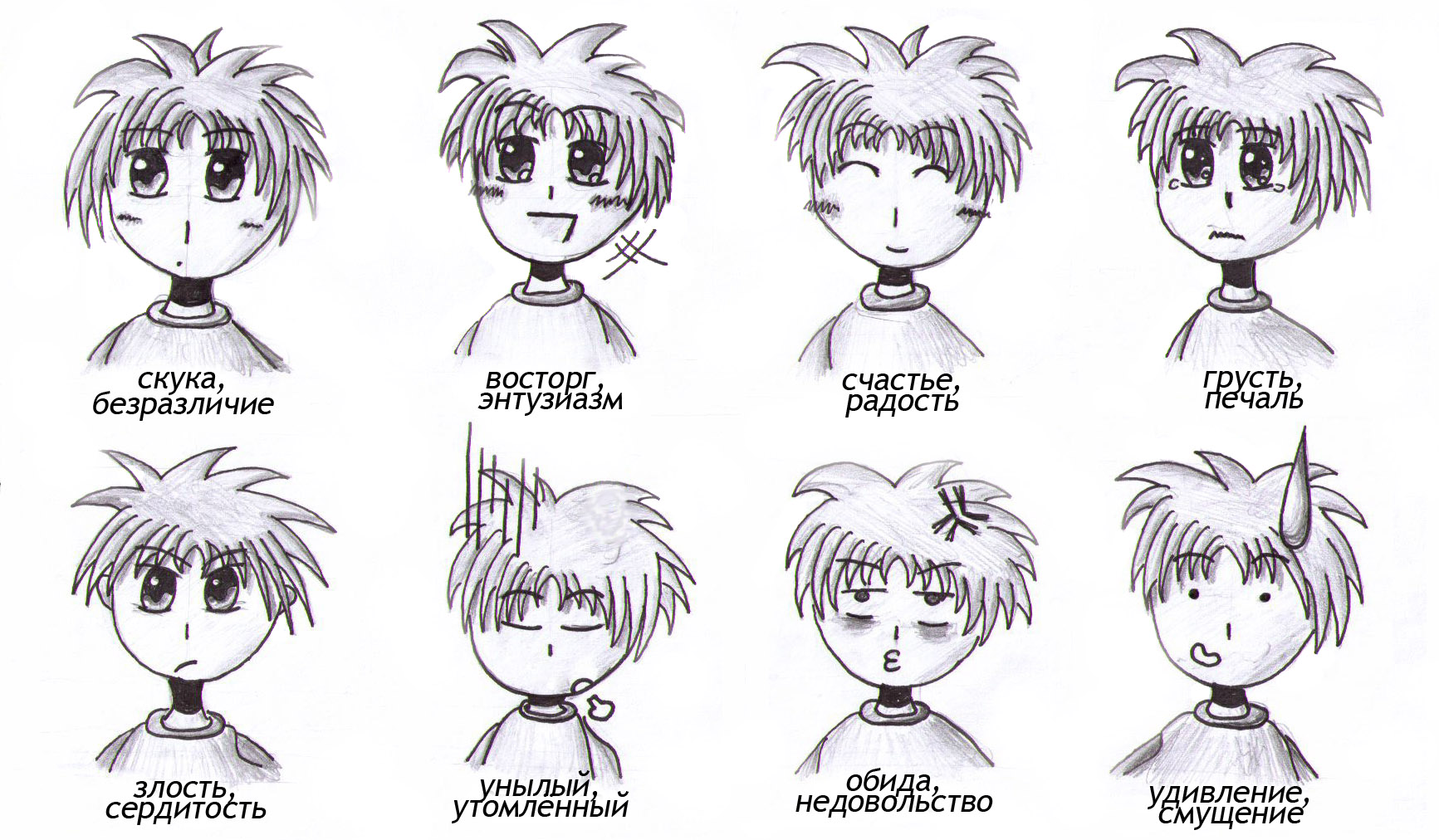
Эмоциональная мимика персонажей манги

В разных культурных и этнических группах мимика может выражать различные значения, несмотря на то, что многие проявления мимики являются универсальными. В этнографии это тесно взаимосвязано с «культурой» народа (племени), которая состоит из системы многих характерных особенностей, в частности, способа коммуникации (язык, жесты, мимика).

## Историческая справка научных исследований
С давних пор человечество знакомо с физиогномикой. «Физиогномика — это исследование устойчивых соматических конфигураций как отличительных признаков сферы психического. Мимика — это исследование соматических движений как проявлений психической жизни. В физиогномике отсутствует принцип, обеспечивающий понятность отношения между телом и душой и способный служить нам в качестве методически надежного критерия. Что касается мимики, то здесь такой принцип присутствует. В отличие от физиогномики, мимика является областью интуиций, которые вполне можно обсуждать с научных позиций». Первое правильное объяснение связи между стабильным выражением лица и повторными движениями мимической мускулатуры, сделал Леонардо да Винчи. Для своих исследований в области физиогномики, он выбирал людей старых, так как их морщины и изменения черт лица говорили о пережитых ими страданиях и чувствах.

## Методологические основы идентификации выражения лица

### Параметры анализа

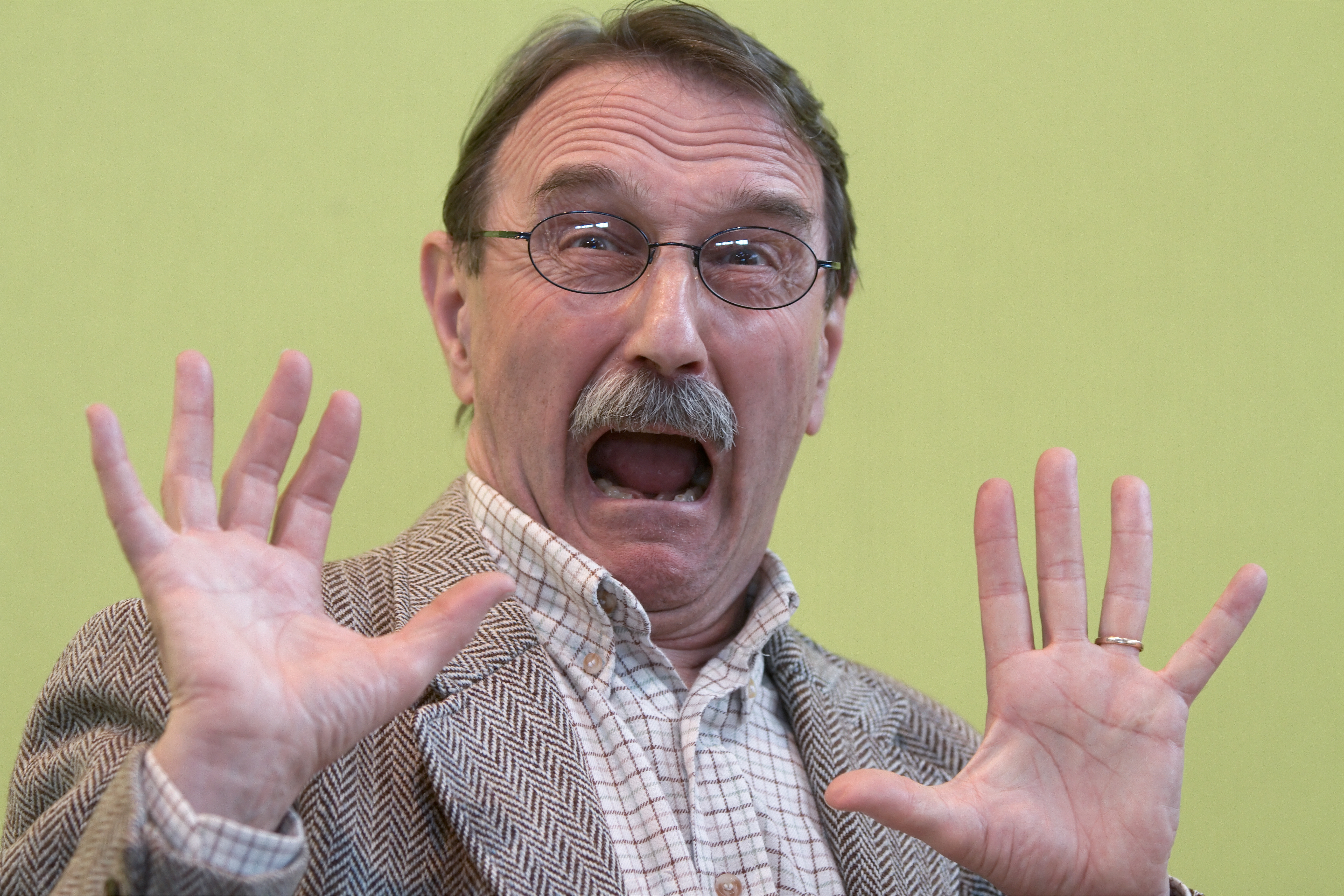
Зачастую проявление эмоций у человека сопровождается жестами

Лицо является важнейшей характеристикой физического облика человека. «Благодаря кортикальному контролю человек может управлять каждым отдельным мускулом своего лица. Корковое управление внешними компонентами эмоций особенно интенсивно развилось по отношению к мимике. Это определяется, как отмечает П. К. Анохин, её приспособительными особенностями и ролью в человеческом общении. Социальное подражание, как одно из условий развития мимики, возможно именно за счет её произвольной регуляции. В целом социализация мимики осуществляется как использование органических проявлений для воздействия на партнера и как преобразование эмоциональных реакций адекватно ситуации. Общество может поощрять выражение одних эмоций и порицать другие, может создавать „язык“ мимики, обогащающий спонтанные выразительные движения. В связи с этим мы говорим об универсальных или специфических мимических знаках, оконвенциальных или спонтанных выражениях лица. Обычно мимику анализируют:
- по линии её произвольных и непроизвольных компонентов;
- на основе её физиологических параметров (тонус, сила, комбинация мышечных сокращений, симметрия — асимметрия, динамика, амплитуда);
- в социальном и социально-психологическом плане (межкультурные типы выражений, выражения, принадлежащие определённой культуре, выражения принятые в социальной группе, индивидуальный стиль выражения);
- в феноменологическом плане („топография мимического поля“): фрагментарный, дифференциальный и целостный анализ мимики;
- в терминах тех психических явлений, которым данные мимические знаки соответствуют.

Можно так же осуществлять анализ мимики, исходя из тех впечатлений-эталонов, которые формируются в процессе восприятия человеком мимических картин, окружающих людей. Актуальные образы-эталоны включают признаки, которые не только характеризуют модель, но являются достаточными для её опознания»..

### Методы диагностики эмоций по лицевой экспрессии

#### Методика Э. Боринга и Э. Титченера
Первые попытки создания методики для определения умений распознавать эмоции по лицевой экспрессии были предприняты Э. Борингом и Э. Титченером, использовавшими схематические рисунки, созданные в 1859 году немецким анатомом Т. Пидеритом (цит. по: Woodworth, Schlosberg, 1955, с. 113). Они создали взаимозаменяемые изображения отдельных частей лица и, комбинируя их, получили 360 схем мимического выражения, которые предъявлялись испытуемым. Однако процент правильных ответов при распознавании разных эмоций был невысок — от 26 до 57 %. В 1970-х годах в Калифорнийском университете П. Экманом и др. разработан метод, получивший сокращенное название FAST (Facial Affect Scoring Technique). Тест имеет атлас фотоэталонов лицевой экспрессии для каждой из шести эмоций: гнева, страха, печали, отвращения, удивления, радости. Фотоэталон для каждой эмоции представлен тремя фотографиями для трех уровней лица: для бровей—лба, глаз—век и нижней части лица. Представлены также варианты с учетом разной ориентации головы и направления взгляда. Испытуемый ищет сходство эмоции с одним из фотоэталонов подобно свидетелю, принимающему участие в составлении фоторобота преступника.

#### Методика, разработанная Р. Бак
CARAT — методика, разработанная Р. Бак (R. Buck et al., 1972) строится на предъявлении слайдов, на которых запечатлена реакция человека, рассматривающего различные по содержанию сцены из окружающей жизни. Испытуемый должен распознать, рассматривая слайд, какую сцену наблюдает человек. В другом тесте, состоящем из 30 коротких фрагментов общения представителей различных профессий (учителей и учеников, психотерапевтов и клиентов, врачей и пациентов), испытуемый должен определить, какие эмоции испытывают изображенные люди, выбрать их обозначение из пяти возможных.

#### Метод «вербальной фиксации признаков экспрессии эмоциональных состояний»
В. А. Лабунской был разработан метод «вербальной фиксации признаков экспрессии эмоциональных состояний». Этот метод представляет модифицированный вариант метода словесного портрета, широко применяемого психологами в области социальной перцепции. От участника исследования, выполняющего задание по этой методике, требуется описание самых различных особенностей другого человека. Перед испытуемым ставится задача описать экспрессивные признаки шести эмоциональных состояний: радости, гнева, отвращения, страха, удивления, страдания. Нужно назвать те экспрессивные признаки, на которые он ориентируется при опознании эмоциональных состояний другого человека.
Как отмечает Лабунская, анализ экспрессивного поведения не всегда осуществляется целенаправленно, а обнаружение признаков — осознанно. Поэтому для уточнения особенностей опознания экспрессивного поведения представляет интерес изучение эталонов с помощью таких методов, как моторная, кинестетическая имитации экспрессивного поведения или графическое изображение экспрессии. Хотя моторная имитация экспрессивного поведения как способ экстериоризации эталона более естественна, она с трудом поддается анализу. Поэтому и в этом случае исследователь вынужден прибегать к переводу языка движений на вербальный язык с целью анализа кинестетических эталонов психических состояний.
В связи с этим в целях диагностики эталонов экспрессивного поведения Лабунской был разработан метод «графической фиксации признаков экспрессии эмоциональных состояний». Данный метод — это также перевод экспрессивного поведения на язык образов. Однако в этом случае не исчезает спонтанность в экстериоризации эталонов, а исследователь имеет возможность неоднократно обращаться к зафиксированному образу, сравнивать, определять конкретные признаки и инвариантные сочетания экспрессивного поведения.

### Виды мимики
1. По мнению И. А. Сикорского, «лицевую мимику удобно разделить на три группы, которые соответствуют трём основным психическим функциям»:
- уму — мышцы, окружающие глаза являются свидетелями или выразителями умственных актов;
- воле — мышцы окружающие область рта, которые связаны с актами воли;
- чувству — все же, вообще, мышцы лица, которые способны выражать чувство.

2. Различают:
- непроизвольную (рефлекторную) бытовую мимику;
- произвольную (сознательную) мимику как элемент актерского искусства, состоящую передавать душевное состояние персонажа выразительными движениями мышц лица. Она помогает актёру в создании сценического образа, в определении психологической характеристики, физического и душевного состояния персонажа.

Мимика, так же, как и речь, может использоваться человеком для передачи ложной информации (то есть для того, чтобы проявлять не те эмоции, которые человек реально ощущает в тот или иной момент).

3. Формы мимических комплексов
- Амимия, под которой понимается отсутствие видимых мимических выражений; при малой подвижности мимики говорят о гипомимии;
- Напряженная мимика, сопровождающаяся моторикой плотно закрытого рта с соответствующим напряжением верхней части лица;
- Мимика интереса, характеризующаяся легким приподниманием или опусканием бровей, небольшим расширением и сужением век, как бы для увеличения поля зрения или обострения фокусировки глаз. Мимика интереса встречается достаточно часто, так как она определяется положительной эмоцией и является видом мотивации в развитии навыков, знаний и интеллекта;
- Мимика улыбки. Несмотря на внешнюю простоту, мимика улыбки очень полиморфна, при обычном контакте она встречается нечасто. Улыбка служит умиротворению или отвлечению от агрессивного поведения, проявляется при приветствии.

### Определяющие выражение лица

#### Базовые эмоции

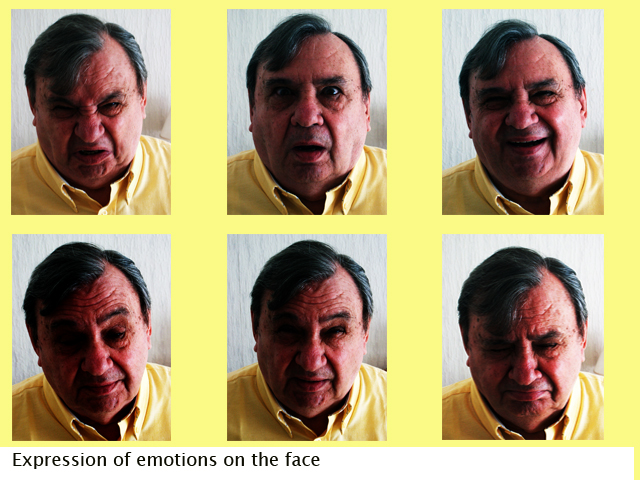
6 базовых эмоций человека, наиболее часто выражаемых при помощи мимических средств: радость, гнев, удивление, отвращение, страх, грусть. Главный герой «Теории лжи» демонстрирует 7 базовых эмоций. К. Изард в своей дифференциальной теории эмоций выделил 10 базовых эмоций.

По мнению ученых, основных чувств немного и тем не менее отсутствуют классификации эмоций, которую приняли бы все исследователи поведения. Одни ученые признают существование базовых эмоций, другие оспаривают, однако, попытки определить набор «базовых» эмоций были многих у психологов: М. Арнольд, П. Экман, Н. Фрижда, Дж. Грей, К. Изард, У. Джеймс, У. Макдауэлл, О. Морер, К. Отли, П. Джонсон-Лэрд, Дж. Панксепп, Р. Плучик, С. Томкинс, Дж. Уатсон, Б. Уэйнер, и во всех случаях предлагалось разное число эмоций, и самые различные критерии их классификации. Базовые эмоции обеспечиваются врожденными нейронными программами, и большинство базовых эмоции называют врожденными [доказано?], иные элементарными. Противоположность базовым — вариативные эмоции, внешнее проявление которых культурно и личностно обусловлено и нередко носит конвенциональный (договорной) или сугубо индивидуальный характер.
1. Радость
2. Грусть
3. Гнев
4. Удивление
5. Отвращение
6. Страх

Основные эмоциональные определения в зависимости от выраженности, которые используются для описания страха и тревоги — беспокойство, испуг, ужас, паника, боязнь, фобия. Однако, человек рассказывая о своих «страхах», своим выражением лица может демонстрировать все что угодно, только не сам страх, например, раздражение, недовольство, страдание, благодушие и даже эйфорию. Ещё в XVII веке директор французской Академии живописи и скульптуры Шарль Лебрен написал трактат «О методе изображения страстей», где пытался установить, какие именно мышцы лица работают, когда человек испытывает то или иное чувство. К примеру, о выражении страха Лебрен писал следующее: «Страх, когда он очень силен, выражается в том, что у пораженного им брови сильно подняты в середине, а мускулы, вызывающие их движение, резко обозначены, тесно сжаты и падают на нос, который как бы стянут в верхней части…» Поэтому субъект, на самом деле переживающий страх или тревогу, имеет довольно выразительные типические характеристики: глаза округляются, двигаются быстрее (активизируется т. н. поисковая активность); брови поднимаются и сводятся в одной точке, для того, чтобы расширить поле зрения; нижние веки напряжены; от волнения дыхание учащается, а для дополнительного притока кислорода раздвигаются крылья носа.

## Использование мимики

### Актерское искусство
Мимика в театре, наряду с речью и жестикуляцией, является одним из основных средств выразительности актера. Она разрабатывается актером в гармонии с общим пластическим решением персонажа. Если существует смысловое или ритмическое противоречие мимики и пластики, это может служить дополнительным средством выразительности, придающим психологическому состоянию героя дополнительный объём и многогранность. В этом отношении, К. С. Станиславский подчеркивал, что мимика неотделима от строя мыслей, чувств и действий человека и является зримым отражением внутренней жизни персонажа. Однако писал: «Учить мимике нельзя», но «можно ей помочь упражнением и развитием подвижности лицевых мускулов и мышц». Выбор того или иного вида мимики обусловливается жанром и общей стилистикой спектакля. В тех случаях, когда мимика актера не соответствует общему решению спектакля, возникает проблема неудачной трактовки образа. Про актера, использующего неоправданно преувеличенную мимику, на театральном жаргоне говорят, что он «наигрывает» или «хлопочет лицом».
Мимика становится основным средством выразительности в тех театральных жанрах, где не используется актерская речь: пантомима, балет.

### Мимические изменения лица больных
Учение о мимике в программе подготовки врача является прикладным аспектом общего учения о физиогномии. Наверное, не следует отвергать этот термин только потому, что в прошлом с ним связаны псевдо- и антинаучные направления. Современная физиогномия располагает полезной информацией, раскрывающей структуру и функции мимики, её типы и их связь с психической и эмоциональной сферой. Естественно, что молодые врачи критически, даже со значительной долей скептицизма отнесутся к диагностическому использованию мимики, если её интерпретация будет лишена научных основ. Следовательно, прежде чем рассматривать конкретные подходы к оценке лица больного, необходимо ознакомиться с типичными формами выразительности лица, с принципами её описания, с критериями душевных переживаний, фиксирующихся на лице. Основываясь на этих общих положениях, врач сможет приступить к тренировке своих способностей. Именно таким путём развивается врачебная интуиция как совокупность опыта и знаний, как высший уровень профессионализма. Взаимоотношения врача и пациента сложны и деликатны. Они относятся к области деонтологии. Однако, составляя по лицу больного представление о его эмоциональных и интеллектуальных качествах, врач обязан помнить, что его собственная мимика, как и его поведение, находятся под контролем пациентов. Врачебная физиогномия не конкурирует с другими современными методами определения психического и физического состояния больного. Она, как и всякое научное направление, имеет свои задачи, свои преимущества. Конечно, врач не полагается в своих заключениях только на субъективный анализ объективных физиогномических данных. Стремясь максимально избежать возможных ошибок в диагнозе, врач синтезирует показания, полученные при помощи различных методов. Вместе с тем врачебная физиогномия безусловно помогает постановке клинического диагноза, дает возможность установить фазы болезни. В этом заключается её непреходящая ценность, и отказ от неё не облегчил бы работу врача, а способствовал бы упущению возможности контактов с больным, имеющих важное значение для установления взаимного доверия.